# Sallagriffon
Sallagriffon est une commune française située dans le département des Alpes-Maritimes en région Provence-Alpes-Côte d'Azur. Ses habitants sont les Sallagriffonais. La commune fait partie du parc naturel régional des Préalpes d'Azur.

## Géographie

### Localisation
Village de la vallée de l'Estéron situé dans les Alpes-Maritimes à 768 mètres d'altitude.
- Latitude : 43.88347950 °
- Longitude : 6.90566180 °

La commune a une superficie de 9 km2.
Les communes limitrophes sont La Rochette, Saint-Pierre, Aiglun, Collongues, Cuébris, Les Mujouls et Sigale.

### Géologie et relief
Commune membre du Parc naturel régional des Préalpes d'Azur.
- Le sommet des Miolans culminant à 984 mètres.
- Le mont Saint-Martin culminant à 1 257 mètres. Il est à cheval sur les territoires d'Aiglun et de Sallagriffon.

### Sismicité
Commune située dans une zone de sismicité moyenne.

### Hydrographie et les eaux souterraines
Cours d'eau traversant la commune :
- L'Estéron,
- Le Rioulan.

### Climat
Pour des articles plus généraux, voir Climat de Provence-Alpes-Côte d'Azur et Climat des Alpes-Maritimes.
En 2010, le climat de la commune est de type climat méditerranéen altéré, selon une étude du Centre national de la recherche scientifique s'appuyant sur une série de données couvrant la période 1971-2000. En 2020, Météo-France publie une typologie des climats de la France métropolitaine dans laquelle la commune est dans une zone de transition entre le climat de montagne et le climat méditerranéen et est dans la région climatique  Var, Alpes-Maritimes, caractérisée par une pluviométrie abondante en automne et en hiver (250 à 300 mm en automne), un très bon ensoleillement en été (fraction d’insolation > 75 %), un hiver doux (8 °C) et peu de brouillards. 
Pour la période 1971-2000, la température annuelle moyenne est de 11,8 °C, avec une amplitude thermique annuelle de 16,4 °C. Le cumul annuel moyen de précipitations est de 1 012 mm, avec 5,6 jours de précipitations en janvier et 4,3 jours en juillet. Pour la période 1991-2020, la température moyenne annuelle observée sur la station météorologique de Météo-France la plus proche, « Le Mas », sur la commune du Mas à 6 km à vol d'oiseau, est de 9,1 °C et le cumul annuel moyen de précipitations est de 1 236,8 mm. 
La température maximale relevée sur cette station est de 32,5 °C, atteinte le 28 juin 2019 ; la température minimale est de −13,5 °C, atteinte le 14 février 2009,,. 
Les paramètres climatiques de la commune ont été estimés pour le milieu du siècle (2041-2070) selon différents scénarios d'émission de gaz à effet de serre à partir des nouvelles projections climatiques de référence DRIAS-2020. Ils sont consultables sur un site dédié publié par Météo-France en novembre 2022.

### Voies de communications et transports

#### Voies routières
D 17 depuis Roquestéron, Sigale .

#### Transports en commun
- Transport en Provence-Alpes-Côte d'Azur

Une ligne régulière du réseau Sillages de la Communauté d’Agglomération du Pays de Grasse dessert la commune.

### Intercommunalité
Commune membre de la Communauté de communes Alpes d'Azur.

## Urbanisme

### Typologie
Au 1er janvier 2024, Sallagriffon est catégorisée commune rurale à habitat très dispersé, selon la nouvelle grille communale de densité à 7 niveaux définie par l'Insee en 2022.
Elle est située hors unité urbaine. Par ailleurs la commune fait partie de l'aire d'attraction de Nice, dont elle est une commune de la couronne,. Cette aire, qui regroupe 100 communes, est catégorisée dans les aires de 200 000 à moins de 700 000 habitants,.

### Occupation des sols
L'occupation des sols de la commune, telle qu'elle ressort de la base de données européenne d’occupation biophysique des sols Corine Land Cover (CLC), est marquée par l'importance des forêts et milieux semi-naturels (88,8 % en 2018), une proportion sensiblement équivalente à celle de 1990 (89,1 %). La répartition détaillée en 2018 est la suivante : 
forêts (82,2 %), zones agricoles hétérogènes (7,3 %), espaces ouverts, sans ou avec peu de végétation (6,6 %), prairies (3,8 %).
L'évolution de l’occupation des sols de la commune et de ses infrastructures peut être observée sur les différentes représentations cartographiques du territoire : la carte de Cassini (XVIIIe siècle), la carte d'état-major (1820-1866) et les cartes ou photos aériennes de l'IGN pour la période actuelle (1950 à aujourd'hui).

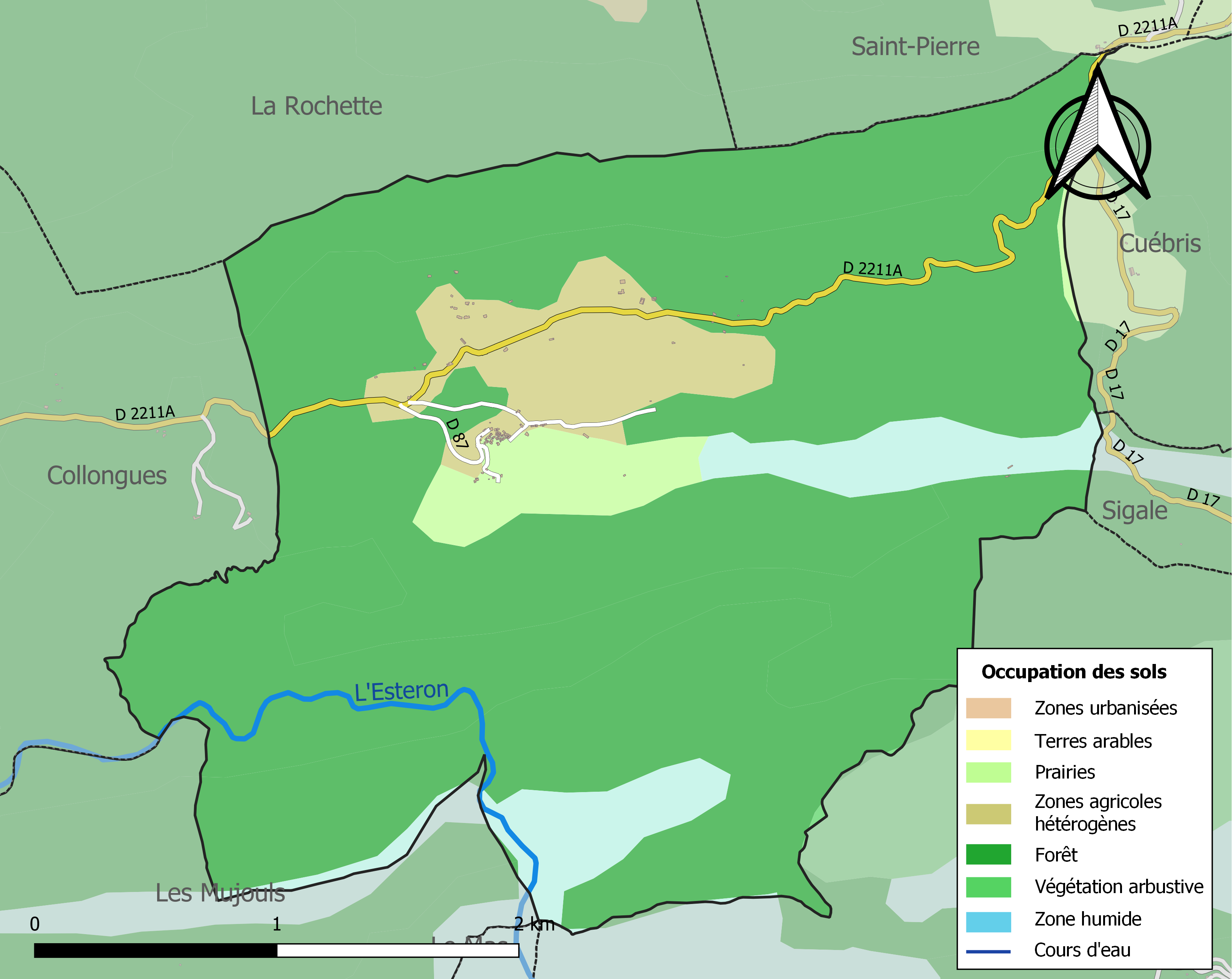
Carte de l'occupation des sols de la commune en 2018 (CLC).

## Histoire
Le nom du village vient de celui du seigneur qui y avait établi son château au Xe siècle. Castrum Sallagriffon est cité au XIIIe. On ne sait pas où était situé le village d'origine cité par les textes.
Sallagriffon a été une seigneurie appartenant à la maison des Grasse-Bar, puis à la branche des Briançon avant d'appartenir aux Emeri et aux Arquier.
Au pied du mont Saint-Martin, sur la colline de Sainte-Marguerite, des vestiges du village, antérieurs au Xe siècle auraient été découverts.
Les anciens racontaient la légende d'une cloche en or qui aurait été dérobée à l'église de l'époque. Découragés par les incessants assauts de pillards ainsi que les nombreuses attaques d'ours et de loups, les habitants décidèrent de reconstruire le village à l'emplacement actuel, sur un promontoire dominant la vallée qui était beaucoup plus facile à défendre.
Sous l’Ancien Régime, la communauté de Sallagriffon dépendait de la sénéchaussée de Castellane (actuelle Alpes-de-Haute-Provence).

## Politique et administration
| Période   | Période  | Identité             | Étiquette | Qualité          |
| --------- | -------- | -------------------- | --------- | ---------------- |
| mars 2001 | 2014     | Pierre Giroud        |           |                  |
| mars 2014 | En cours | Jean-Jacques Bayonne | SE        | Agent immobilier |

## Économie

### Entreprises et commerces

#### Agriculture
- Miel (indication géographique protégée IGP Miel de Provence) et produits de la ruche[16].
- Vins d'appellations d'indication géographique protégée :
  - Appellation viticole Alpes-maritimes[17],
  - Appellation viticole Méditerranée[18].

#### Tourisme
- Gîte d'accueil paysan[19].

#### Commerces et services
- Commerces et services de proximité à Roquestéron, Puget-Théniers, Entrevaux.

### Budget et fiscalité 2023

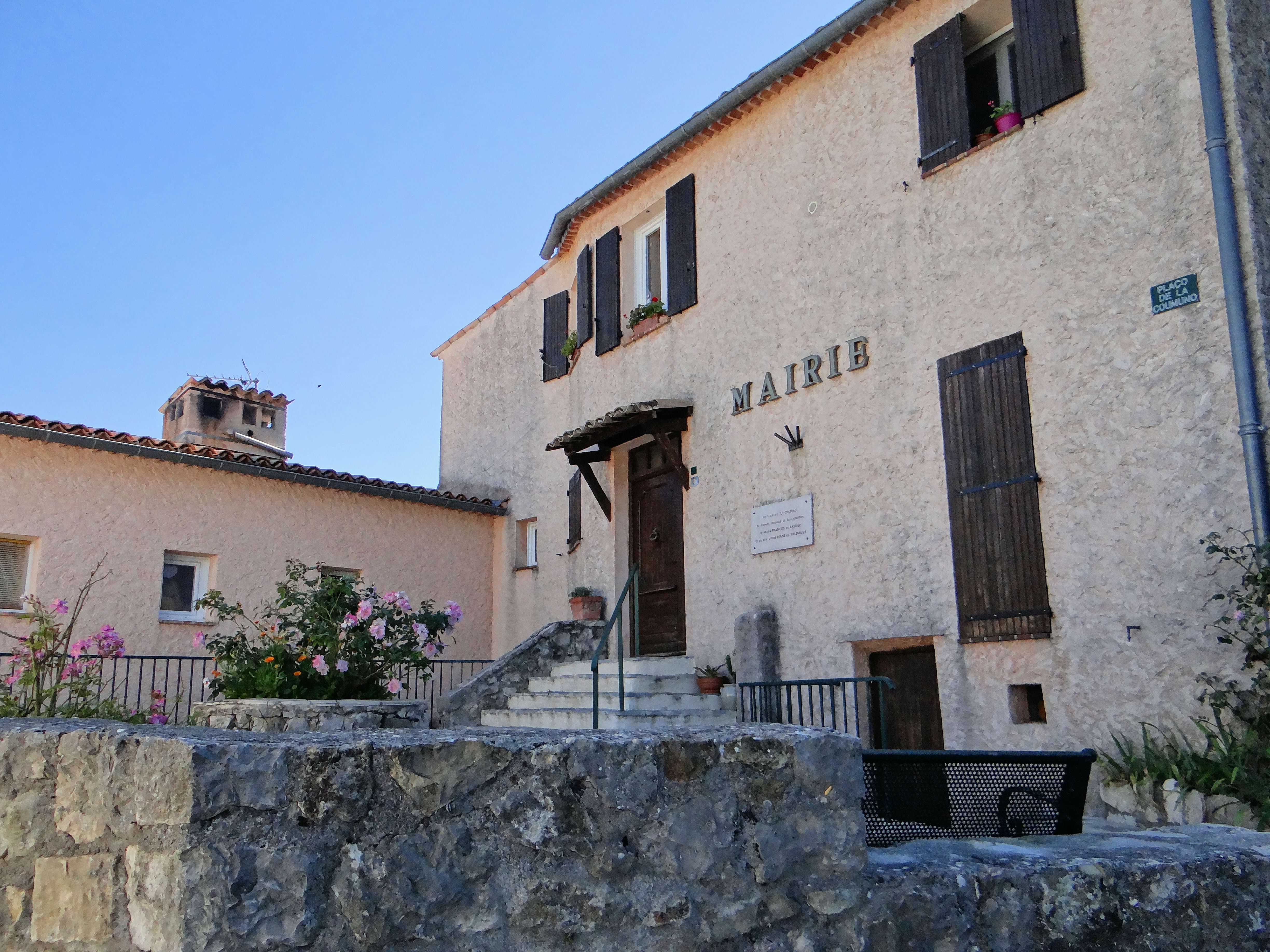
La mairie.

En 2023, le budget de la commune était constitué ainsi :
- total des produits de fonctionnement : 1 520 000 €, soit 3 044 € par habitant ;
- total des charges de fonctionnement : 117 000 €, soit 2 347 € par habitant ;
- total des ressources d'investissement : 4 000 €, soit 76 € par habitant ;
- total des emplois d'investissement : 45 000 €, soit 892 € par habitant ;
- endettement : 6 000 €, soit 120 € par habitant.

Avec les taux de fiscalité suivants :
- taxe d'habitation : 11,03 % ;
- taxe foncière sur les propriétés bâties : 15,12 % ;
- taxe foncière sur les propriétés non bâties : 24,06 % ;
- taxe additionnelle à la taxe foncière sur les propriétés non bâties : 0,00 % ;
- cotisation foncière des entreprises : 0,00 %.

Chiffres clés Revenus et pauvreté des ménages en 2021 : médiane en 2021 du revenu disponible, par unité de consommation.

## Population et société

### Démographie

#### Pyramide des âges
L'évolution du nombre d'habitants est connue à travers les recensements de la population effectués dans la commune depuis 1793. Pour les communes de moins de 10 000 habitants, une enquête de recensement portant sur toute la population est réalisée tous les cinq ans, les populations de référence des années intermédiaires étant quant à elles estimées par interpolation ou extrapolation. Pour la commune, le premier recensement exhaustif entrant dans le cadre du nouveau dispositif a été réalisé en 2007.

En 2022, la commune comptait 47 habitants, en stagnation par rapport à 2016 (Alpes-Maritimes : +2,85 %, France hors Mayotte : +2,11 %).
| 1793 | 1800 | 1806 | 1821 | 1831 | 1836 | 1841 | 1846 | 1851 |
| ---- | ---- | ---- | ---- | ---- | ---- | ---- | ---- | ---- |
| 164  | 153  | 131  | 141  | 196  | 156  | 199  | 176  | 142  |

| 1856 | 1861 | 1866 | 1872 | 1876 | 1881 | 1886 | 1891 | 1896 |
| ---- | ---- | ---- | ---- | ---- | ---- | ---- | ---- | ---- |
| 146  | 105  | 120  | 120  | 105  | 107  | 97   | 118  | 117  |

| 1901 | 1906 | 1911 | 1921 | 1926 | 1931 | 1936 | 1946 | 1954 |
| ---- | ---- | ---- | ---- | ---- | ---- | ---- | ---- | ---- |
| 122  | 94   | 94   | 70   | 70   | 54   | 60   | 43   | 44   |

| 1962 | 1968 | 1975 | 1982 | 1990 | 1999 | 2006 | 2007 | 2012 |
| ---- | ---- | ---- | ---- | ---- | ---- | ---- | ---- | ---- |
| 24   | 26   | 31   | 47   | 47   | 54   | 53   | 53   | 45   |

| 2017 | 2022 | - | - | - | - | - | - | - |
| ---- | ---- | - | - | - | - | - | - | - |
| 49   | 47   | - | - | - | - | - | - | - |

### Enseignement
Établissements d'enseignements :
- École maternelle à Roquestéron,
- Écoles primaires à La Penne, Roquestéron,
- Collège à Puget-Théniers,
- Lycées à Vence.

### Santé
Professionnels et établissements de santé :
- Médecins à Bouyon, Villars-sur-Var,
- Pharmacies à Gilette,
- Hôpitaux à Puget-Théniers.

### Cultes
- Culte catholique[28],

## Culture locale et patrimoine

### Lieux et monuments
- L'église Sainte-Marguerite[29] fut édifiée aux XVIIe et XVIIIe siècles. Elle fit de Sallagriffon un village claustral.

Patrimoine mobilier :
* son tabernacle datant de 1639,
* la statue : Vierge à l'Enfant.
* un ciboire du XVIIIe siècle,
* la statue de sainte Marguerite du XVIIIe siècle.
* tableau : Saint Pont, sainte Marguerite et saint Etienne, et son cadre.
* estampe : Sainte Marguerite triomphant du dragon, et son cadre.
* reliquaire-monstrance de Sainte Marguerite.
* deux paires de chandeliers sur le maître-autel.
* croix de procession.
* ostensoir
* paire de lanternes de procession.
- Monument aux morts[41].
- L'ancienne mairie fut construite au XXe siècle à la place des vestiges de la maison forte du baron François de Rasque[42] et de son épouse Diane de Villeneuve, derniers seigneurs de Sallagriffon. Aujourd'hui, la mairie a été aménagée à l'emplacement de l'ancien château[43].

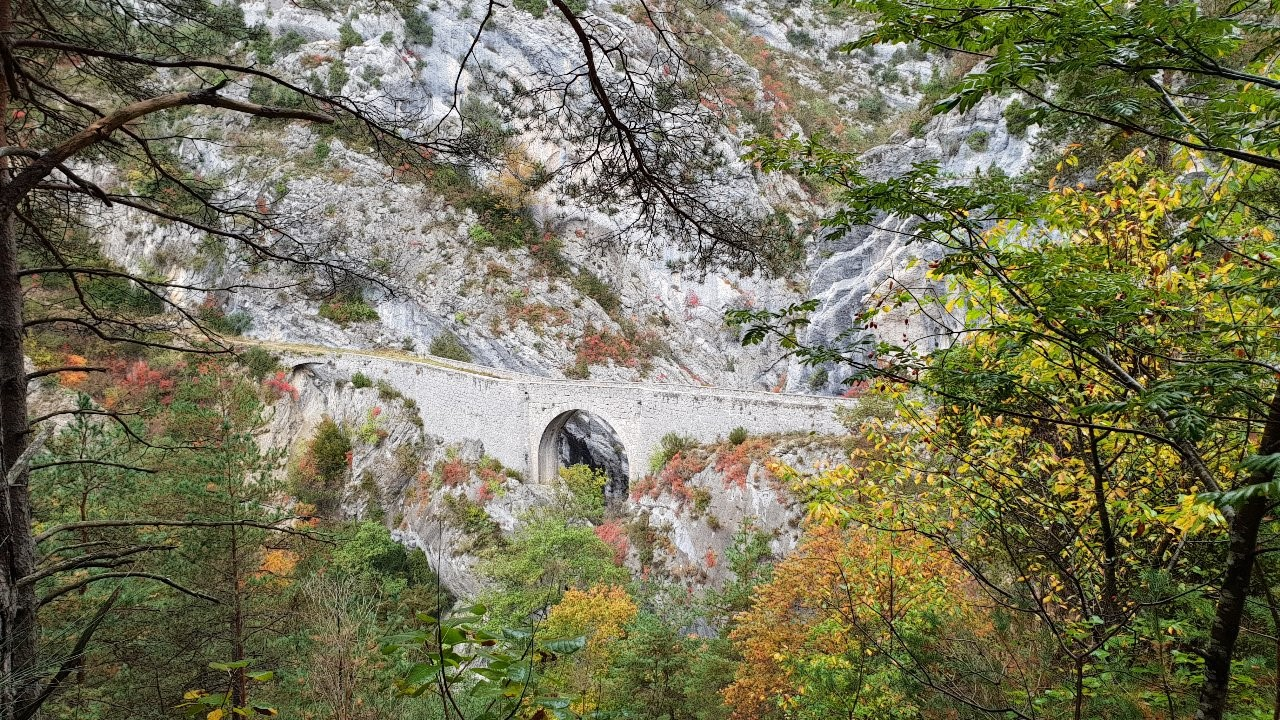
Pont Sarde sur la Clue du Riolan

- Un pont fut construit sous le règne de Louis-Philippe (1830-1848), sur le Riolan à la sortie de la clue[44]. Celui-ci servait de frontière entre le royaume de Sarde et la France. Sallagriffon restera d’ailleurs un village frontalier entre la France et le comté de Nice jusqu’au rattachement définitif de ce dernier au royaume de France.
- La chapelle Saint-Marc, sur la route de Collongues.

Patrimoine naturel :
- Les gorges de l'Estrech, en suivant le sentier se dirigeant vers Sigale.

- La clue du Riolan[45].

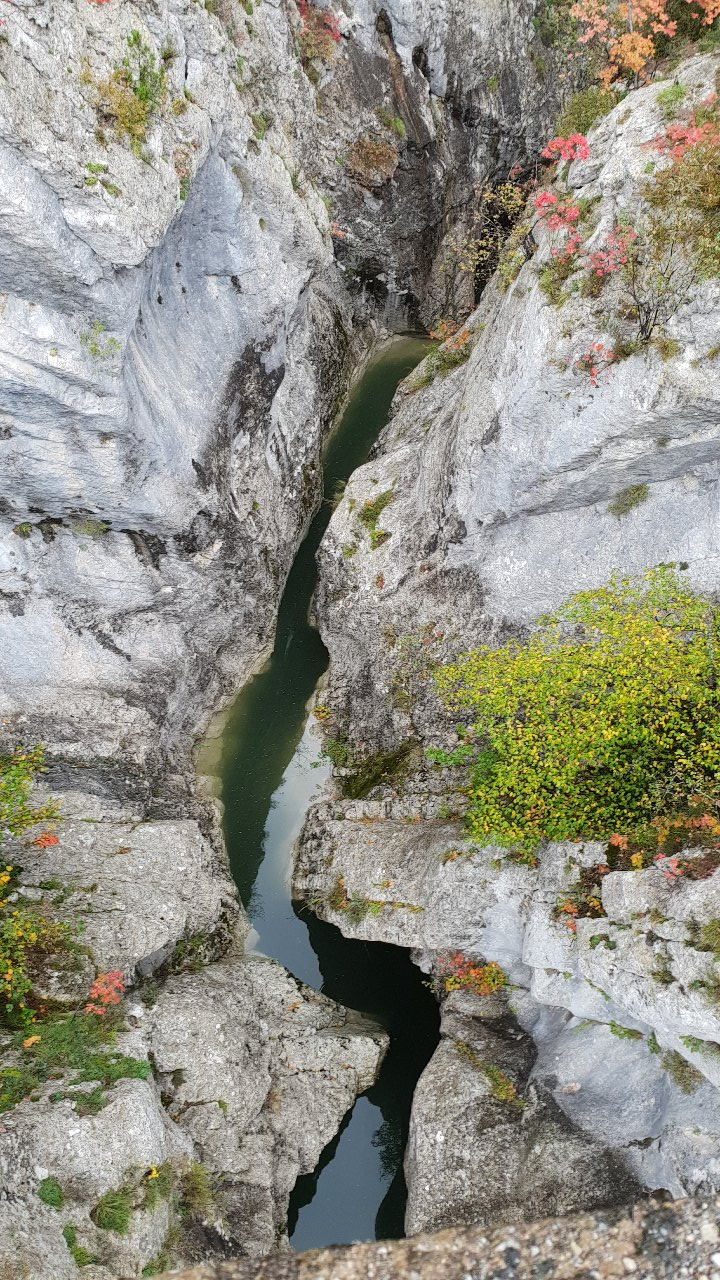
Clue du Riolan vue du pont Sarde

- La clue d'Aiglun qui s'étend sur le territoire des communes d'Aiglun, Le Mas, Les Mujouls et Sallagriffon. Par endroits, l'Estéron a découpé la montagne avec quelques mètres entre les deux parois.
- La grotte des Trois-Jean, dans la clue[46].

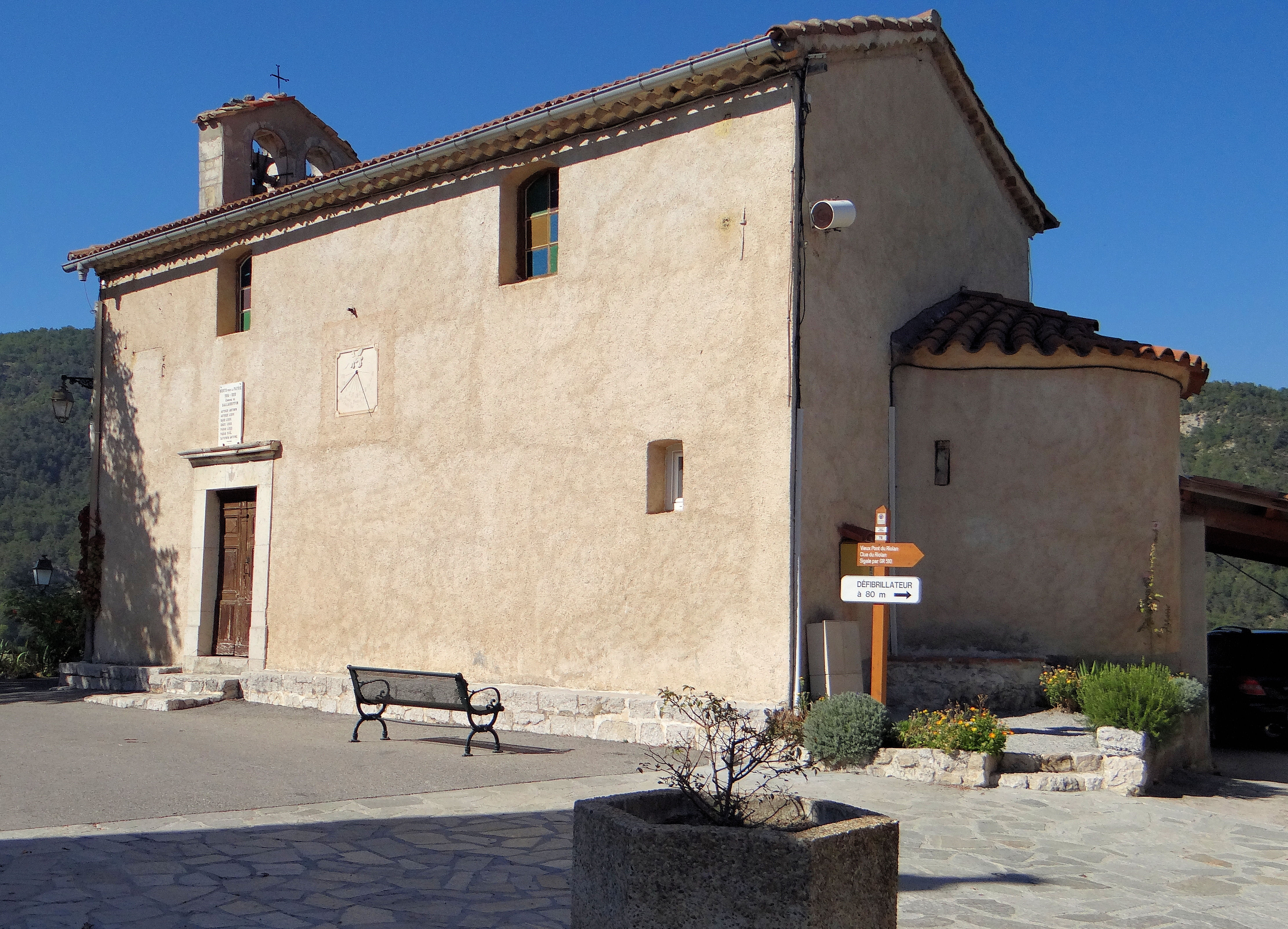
L'église Sainte-Marguerite.
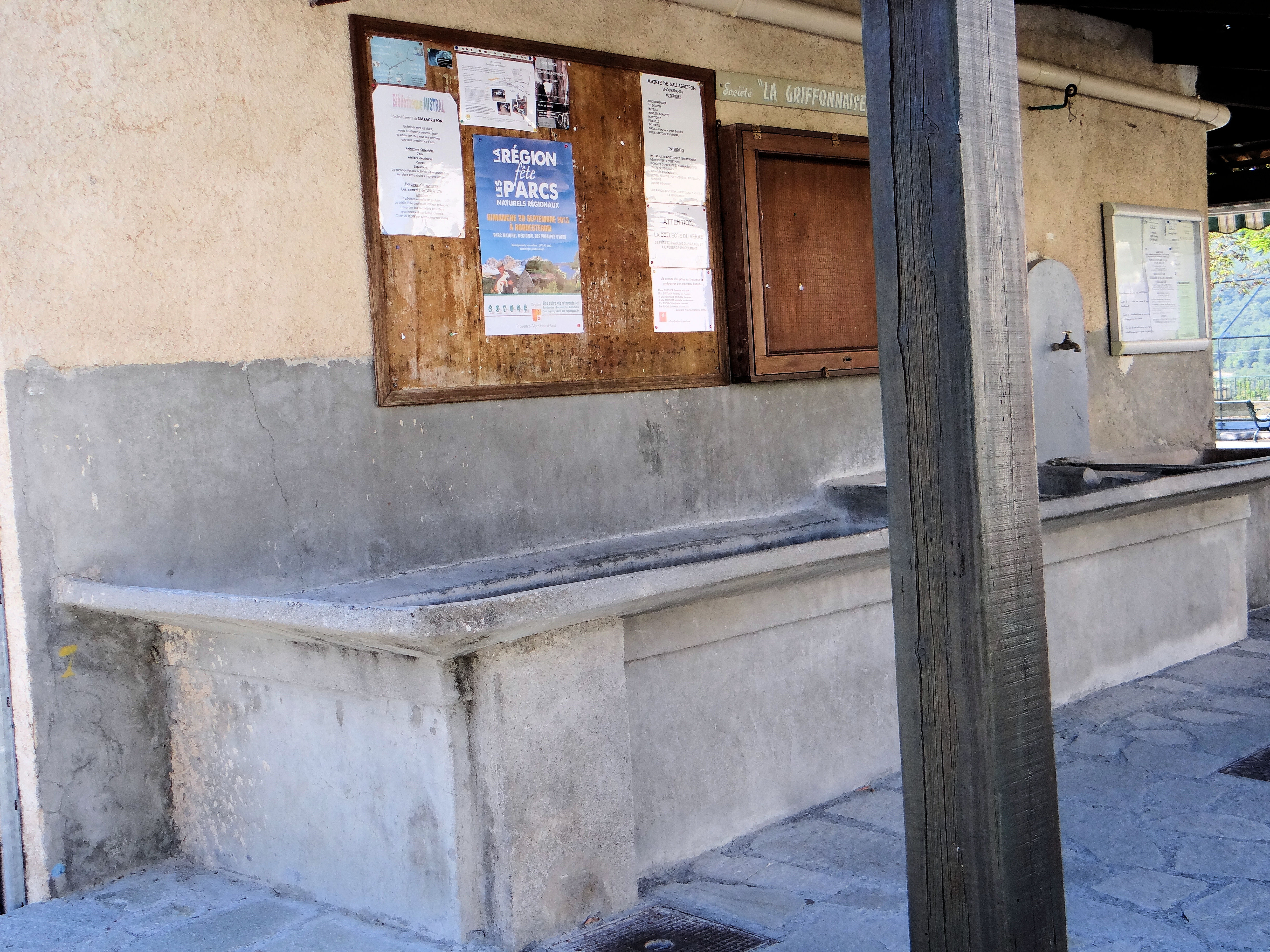
Lavoirs.
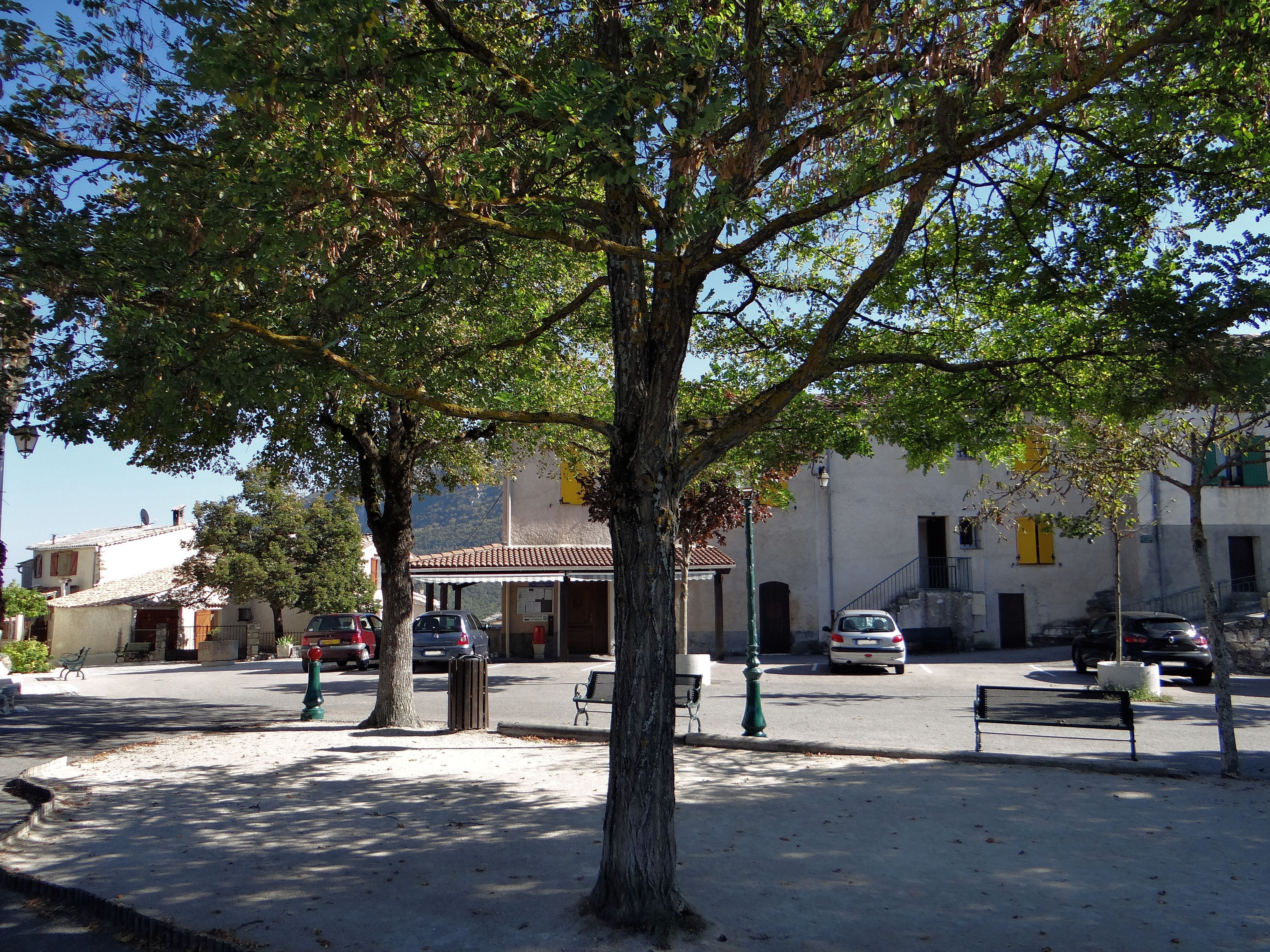
Place du village.
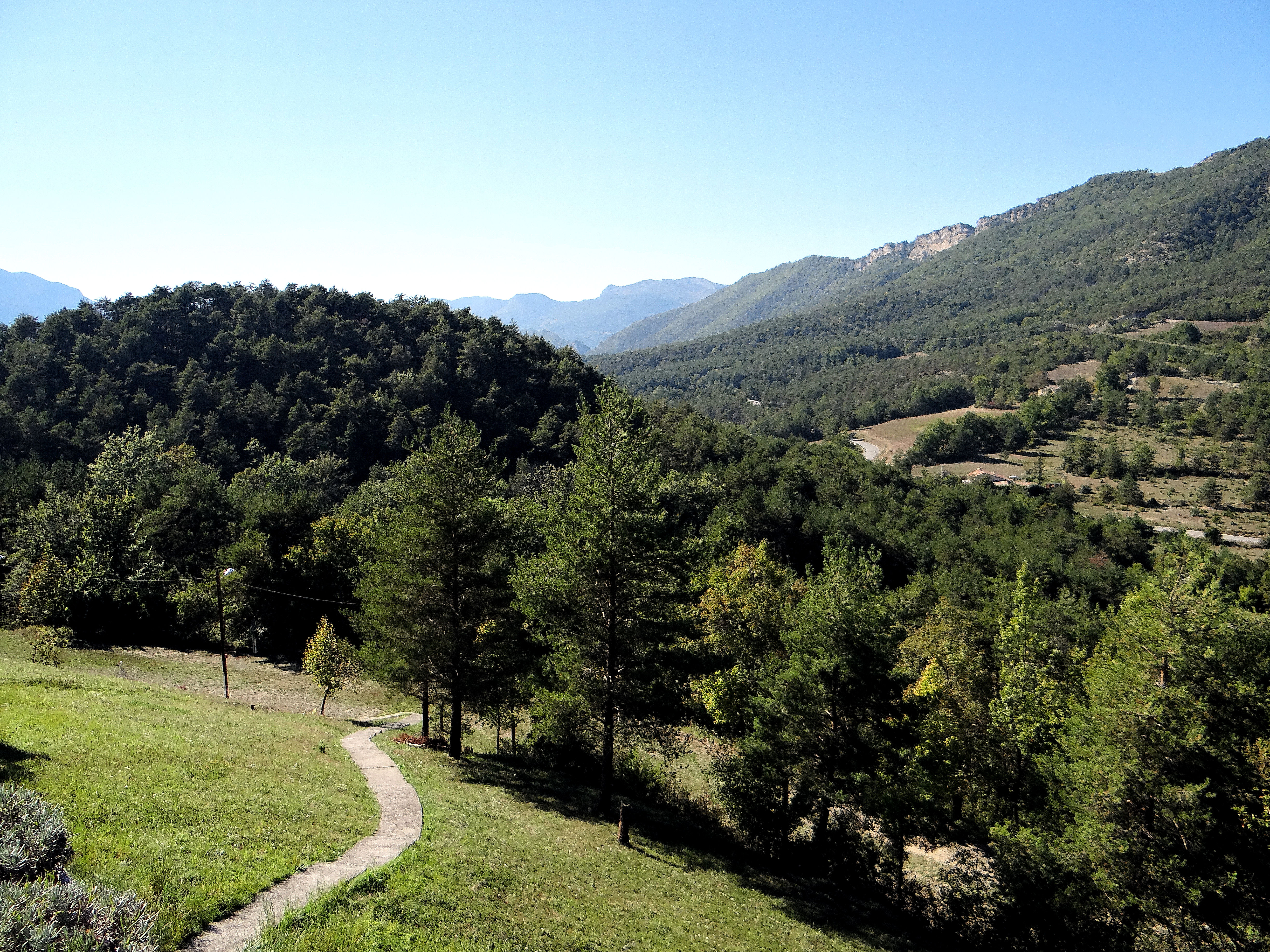
Paysage à l'ouest du village.

### Héraldique
| Blason de Sallagriffon | Blason  | Écartelé : au 1er et 4e de gueules au griffon passant d’or, au 2e et au 3e d’or au lion couronné de sable. |
| Blason de Sallagriffon | Détails | Le statut officiel du blason reste à déterminer.                                                           |